# Arkæikum
Arkæikum (eller archæikum, arkeozoikum, archaean, ældre Prækambrium) er den geologiske æon, som er defineret fra alderen på de ældste bevarede klippeformationer  til for 2.500 millioner år siden, hvor den blev afløst af Proterozoikum.
Arkæikum hører inde under superæonen Prækambrium.
Selvom meteoritter er ældre end Arkæikum, er de ældste klippeformationer på jorden fra Arkæikum. Arkæiske klipper findes i Grønland (Isua), Canada, Nordvestaustralien og det sydlige Afrika.
Jordens arkæiske atmosfære lader til at have været iltfri. Temperaturerne lader til at have været nær ved nutidige temperaturer, selvom astronomerne tror, at Solen var en tredjedel svagere end i dag. Det menes at temperaturerne alligevel var som i dag pga. flere drivhusgasser. Havene var gullige på grund af opløst reduceret jern og vulkanerne var varmere end i dag.
Fossile rester af bakteriemåtter, stromatolitter, er blevet fundet fra Arkæikum og nogle få formodede bakteriefossiler er fundet i Warrawoona, Australien, i flint. Det menes at liv var tilstede gennem hele Arkæikum, men sandsynligvis kun som simple encellede organismer; prokaryoter. På et tidspunkt her, har hypotetisk haft sin sidste fælles forfader.